# ژله

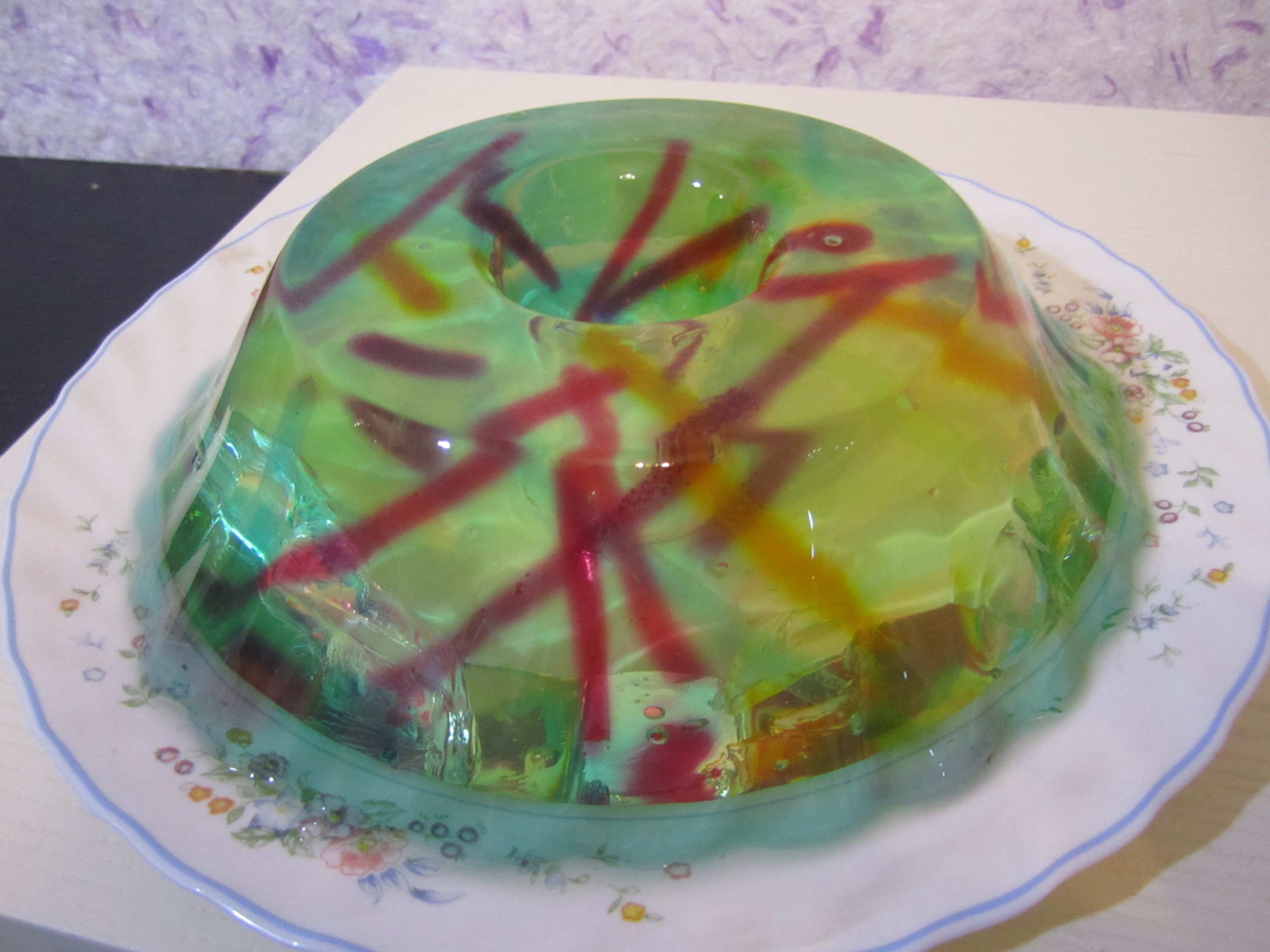
ژله

ژله (به فرانسوی: Gelée) یا لرزانک ، آب میوه پخته شده در شکر حاوی ژلاتین که در هوای سرد منعقد می‌شود. ژله نوعی دسر است و فرآورده کلاژن است که به عنوان ژلاتین نیز شناخته می شود . ژله اولین بار در قرن 18 میلادی و کتاب هنر آشپزی هانا گلاس مطرح شد. 
در مهمانی ها، رستوران ها، کافی شاپ و حتی مراسم عروسی وجود یک یا چند نوع ژله، متداول است. چنان که در سبد خرید اغلب افراد، در منوی رستوران ها و کافی شاپ معمولا یک یا چند نوع ژله وجود دارد. ژله تزریقی، ژله بستنی، ژله قالبی انواع معروفی از ژله می باشند. در ژله بستنی، بجای آب سرد از بستنی وانیلی استفاده می شود. این نوع ژله بخاطر وجود بستنی، بیرون از یخچال سریع حالت خود را از دست می دهد.
در حال حاضر ژله بیشتر به صورت پودر ژله یافت می‌شود که باید آن را با آب سرد و گرم مخلوط و در یخچال منعقد کرد. به دلیل این که در این ماده از ژلاتین استفاده می‌شود ، گیاه خواران از خوردن آن پرهیز می کنند زیرا این ماده از کلاژن پوست و استخوان جانوران تهیه می‌شود.
به دلیل استفاده از مواد مختلف دارای طعم‌های مختلف مانند پرتقالی، آلبالویی و ... می‌باشد. ژله نوعی کلویید است.

## خواص ژله
بر اساس علم تغذیه ژله در استخوان سازی و رشد کودکان تاثیر دارد به این صورت که ژله حاوی ماده ی ژلاتین است که این ماده دارای پروتئین و آمینو اسید است که مصرف آن موجب رشد استخوان می شود.
همچنین مصرف ژله برای سلامت مو و جلوگیری از نازک شدن مو کمک می کند.
البته بهتر است میوه هم بخوریم
چون ژله قند هم دارد

## تاریخچه
قبل از اینکه ژلاتین به عنوان یک محصول تجاری به طور گسترده ای در دسترس قرار گیرد، معمولی ترین ژله، ژله ی پاستور گوساله بود. همانطور که از نامش بر می‌آید، این کار با استخراج و تمیز کردن ژلاتین از پای یک گوساله ساخته شد. این ژلاتین با آب میوه و شکر برای یک دسر مخلوط شده است.